# アレックス・サンドロ・ロボ・シウバ
アレックス・サンドロ・ロボ・シウバ（Alex Sandro Lobo Silva、1991年1月26日 - ）は、ブラジル・サンパウロ州カタンドゥーヴァ出身のサッカー選手。CRフラメンゴ所属。ブラジル代表。ポジションはディフェンダー。

## 経歴

### クラブ
2006年からブラジルのアトレチコ・パラナエンセのユースチームでキャリアをスタートさせ、2008年にトップチームに昇格した。2010年、サントスFCに移籍した。
2011年7月にFCポルトに960万ユーロの5年契約で移籍した。FCポルトでリーグ戦連覇、2014-15シーズンでベスト8入りに貢献し知名度を上げていった。
2015年8月、ユヴェントスFCに移籍金2600万ユーロで移籍が決定。契約は5年間。背番号は12番。9月12日のキエーボ戦でユヴェントスのリーグ戦デビューを果たした。11月21日、ミラン戦ではクロスでディバラのゴールをアシストし、勝利に貢献した。4日後のチャンピオンズリーググループステージ、マンチェスター・シティ戦でもマンジュキッチのゴールをアシストした。1月17日のウディネーゼ戦ではミドルシュートでセリエA初ゴールを記録した。
2017年5月17日のコッパ・イタリア決勝、ラツィオ戦ではダニエウ・アウヴェス、レオナルド・ボヌッチの2ゴールへのアシストを記録、コッパ・イタリア連覇に貢献した。
2024年8月26日、CRフラメンゴへの加入が発表された。

### 代表
ブラジル代表として、2011年1月、2011 南米ユース選手権に出場し、チームの優勝に貢献した。2011年11月10日のガボン代表戦でブラジル代表デビューを果たした。母国ブラジルで開催された2014 FIFAワールドカップのブラジル代表から落選。
2018 FIFAワールドカップの南米予選には2試合出場したが、ロシアで開催された本大会の2018 FIFAワールドカップのブラジル代表から落選。2大会連続でブラジル代表から落選することになった。2019年、母国ブラジルで開催されたコパ・アメリカ2019のブラジル代表に招集され、4試合に出場して優勝に貢献した。
2022年11月7日、W杯カタール大会に向けたメンバーの1人に選ばれた。

## 代表歴

### 出場大会
- ブラジル代表
  - 2022 FIFAワールドカップ

### 試合数
- 国際Aマッチ 40試合 2得点（2011年-2022年）[10]

| ブラジル代表 | 国際Aマッチ | 国際Aマッチ |
| 年           | 出場        | 得点        |
| ------------ | ----------- | ----------- |
| 2011         | 2           | 0           |
| 2012         | 4           | 0           |
| 2013         | 0           | 0           |
| 2014         | 0           | 0           |
| 2015         | 0           | 0           |
| 2016         | 0           | 0           |
| 2017         | 4           | 0           |
| 2018         | 3           | 1           |
| 2019         | 10          | 0           |
| 2020         | 0           | 0           |
| 2021         | 12          | 1           |
| 2022         | 5           | 0           |
| 通算         | 40          | 2           |

#### 得点
| #  | 年月日         | 開催地                                                      | 対戦国         | 勝敗 | 試合概要           |
| -- | -------------- | ----------------------------------------------------------- | -------------- | ---- | ------------------ |
| 1. | 2018年10月12日 | キングサウード大学スタジアム（ サウジアラビア）             | サウジアラビア | ○2-0 | 親善試合           |
| 2. | 2021年6月17日  | エスタジオ・オリンピコ・ジョアン・アベランジェ（ ブラジル） | ペルー         | ○4-0 | コパ・アメリカ2021 |

## タイトル

### クラブ
アトレチコ・パラナエンセ
- カンピオナート・パラナエンセ 2009

サントスFC
- カンピオナート・パウリスタ 2011
- コパ・ド・ブラジル 2010
- コパ・リベルタドーレス 2011

FCポルト
- スーペル・リーガ 2011-12, 2012-13
- ポルトガル・スーパーカップ 2011, 2012, 2013

ユヴェントスFC
- セリエA 2015-16, 2016-17, 2017-18, 2018-19, 2019-20
- コッパ・イタリア 2015-16, 2016-17, 2017-18, 2020-21, 2023-24
- スーペルコッパ・イタリアーナ：2018, 2020

### 代表
U-20ブラジル代表
- 2011 南米ユース選手権

ブラジル代表
- コパ・アメリカ：1回 (2019)